# LRT Lituanica
LRT Lituanica (antes LTV World), es un canal internacional lituano, perteneciente a LRT. Emite contenidos de LRT TV y de LRT Plius.

## Historia
El canal inició emisiones como LTV World el 23 de septiembre de 2007, aunque el 27 de julio de 2012 adoptó su denominación actual.
Está disponible en Europa a través del satélite Astra 4A, en TDT en el noreste de Polonia y suroeste de Lituania, en la web oficial de LRT y en YouTube. 

## Imagen corporativa

2007 - 2012
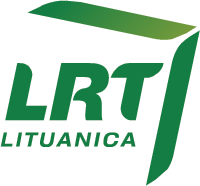
2012 – 2022
2022 – actualidad